# Municipio de Nodaway (condado de Adams)
El municipio de Nodaway (en inglés: Nodaway Township) es uno de los doce municipios ubicados en el condado de Adams en el estado estadounidense de Iowa. En el año 2000 el municipio tenía una población de 283 habitantes y una densidad poblacional de 3,1 personas por km². Además, contiene una ciudad en su territorio, Nodaway.

## Geografía
El municipio de Nodaway se encuentra ubicado en las coordenadas 40°56′46″N 94°52′22″O / 40.94611, -94.87278..